# Серые (пришельцы)
Се́рые прише́льцы (англ. Grey aliens), известные также как се́рые (англ. Grey) или греи — гипотетическая раса гуманоидных существ внеземного происхождения (инопланетян). Описываются как человекообразные существа с серой или зелёной кожей, огромными тёмными глазами, непропорционально крупной головой, малым ростом, длинными руками с тонкими пальцами; полным отсутствием эмоций. Часто встречаются в кинематографе и художественной литературе. Упоминаются очевидцами НЛО. Являются одним из объектов псевдонауки уфологии. Другой распространённый стереотип инопланетян — зелёные человечки.

## Первые упоминания
В 1893 году британский писатель Герберт Уэллс в эссе «Человек миллионного года» высказал предположение, что спустя тысячи лет человечество эволюционирует в расу тощих серокожих существ с большими головами.
В научно-фантастической повести советского писателя Бориса Анибала «Моряки Вселенной», опубликованной в журнале «Знание — сила» в 1940 году, фигурируют марсиане, внешне очень похожие на стереотипных греев. За исключением цвета кожи, который у них жёлтоватого оттенка.
Нынешний образ «серых» сформировался и стал популярным только в середине XX века в связи с «Розуэлльским инцидентом». Окончательно образ «серых гуманоидов» укоренился в массовом сознании США после ещё одного из наиболее известных в уфологии инцидентов: в 1961 году Бетти и Барни Хиллы стали первыми, во всеуслышание заявившими, что их похитили инопланетяне. Супруги утверждали, что они побывали на борту «летающей тарелки», пилотировавшейся серыми пришельцами. Бетти Хилл нарисовала карту, указав на родную звезду пришельцев. Согласно этой карте, инопланетяне родом с Дзеты Сетки (лат. Reticuli — поэтому серых иногда называют «ретикулянами»).

## Связь с похищениями
Серые, как правило, включены в список похитителей и фокус уфологии, с атрибутами, которые могут отличаться от общепринятых. Эти атрибуты включают в себя разницу в росте, одни описываются как маленькие, другие, напротив, как высокие. Похищенные говорят, что они узнают лидера своих похитителей по его «поведению». Некоторые уфологи и исследователи похищений считают, что высокие серые, с их расширенными полномочиями и более сложным поведением, могут быть живыми существами, как и люди, в то время как низкорослые представляют собой искусственные формы жизни, которые выполняют роль слуг.
В некоторых отчетах о похищении были изображены варианты цвета кожи, такие как серо-голубые, серо-зеленые или пурпурно-серые и серые. Кожа, как правило, описывается как чрезвычайно гладкая, как будто сделанная из искусственного материала, как резина или пластик.
Похищения часто описываются как чрезвычайно травматические, похожие на обычные похищения людей с сексуальным насилием на уровне травмы. Исследования показали, что эмоциональная травма от похищения может быть так же велика, как и при нападении с нанесением побоев, сексуальном насилии и других травмирующих событиях.
Глаза часто в центре внимания похищенных. Говорят, что они не двигаются или сосредоточены. Похищенные часто описывают, как им смотрели в глаза при проведении психических процедур. Некоторые утверждают, что под воздействием галлюциногенов у них вызывали различные эмоции. Несмотря на повторяющиеся рассказы похищенных о том, что серый был всего в нескольких дюймах от их лица во время процедур, они не могут вспомнить дыхание или сопровождающее его расширение грудной клетки.

## Попытки объяснения
По мнению британского биолога Джека Коэна, телосложение и физиология греев в описаниях очевидцев слишком близки к человеческим, что заставляет усомниться в правдивости этих сообщений: вероятность того, что на другой планете эволюция пойдёт точно по тому же пути, что и на Земле, слишком мала — особенно учитывая, что условия для жизни (температура, давление, состав атмосферы и т. д.) на других, пусть даже пригодных для жизни, планетах, должны отличаться от земных. Сторонники теории палеоконтакта отвечают на это тем, что инопланетяне контролировали эволюцию на Земле или вывели вид Homo sapiens искусственно, посредством скрещивания или генной инженерии; тем не менее, мнение Коэна остаётся серьёзным аргументом в спорах о природе греев. Невролог Стивен Новелла, видный представитель движения скептиков, соглашается с утверждениями Коэна и считает, что образ грея является продуктом массовой культуры. Новелла отмечает, что греям приписываются характеристики, стереотипно связываемые с «цивилизованностью» и высоким интеллектом (высокий лоб, отсутствие волосяного покрова на теле в противовес животным и «дикарям» и т. д.); более того, дряблое, слабое тощее тело и непропорционально крупная голова часто фигурируют в популярных описаниях «человека будущего», каким он якобы станет в процессе дальнейшей эволюции. Таким образом, согласно этой теории, образ грея как представителя вымышленной «высшей цивилизации» сформировался в полном соответствии с современными культурными стереотипами.
Ещё одна теория была предложена в 2005 году Фредериком Мальмстрёмом. По его мнению, в фигурах греев в свидетельствах «очевидцев» воплощаются их подсознательные младенческие воспоминания. По утверждению Мальмстрёма, едва ли не главным зрительным впечатлением новорождённого является лицо матери, которая кормит его и заботится о нём; при этом в глазах ребёнка, зрение которого ещё недостаточно сфокусировано, оно будет выглядеть очень похоже на лицо грея — с размытыми чертами лица и акцентом на глаза, причём младенческий астигматизм придаст им «раскосость» и несколько деформирует очертания лица. Более того, как пишет Мальстрём, есть основания полагать, что способность распознавать глаза на чужом лице является у человека врождённой. Такие воспоминания могут непроизвольно «всплывать» в памяти людей в состоянии стресса или изменённого сознания и быть восприняты как непосредственный опыт, переживаемый здесь и сейчас. Кроме того, наличием подобных неосознанных воспоминаний объясняется эмоциональный отклик, который вызывают у многих фигуры греев, и, соответственно, популярность этого образа. Исследователь теорий заговора Питер Найт указывает на то, что грей, с его большой головой, маленьким безволосым телом, огромными глазами и тонкими пальцами, напоминает человеческий эмбрион (возможность наблюдать зародыш внутри матки появилась как раз незадолго до распространения легенд о греях). Он связывает этот образ с «медицинскими» фобиями современного человека (слухи о «врачах-убийцах», страхи перед экспериментами, которые могут проводиться на пациентах без их ведома), подогретыми полемикой вокруг проблемы абортов и перспективами клонирования человека. В этом контексте эмбрион воспринимается как «чужой» в теле женщины, несущий угрозу её независимому существованию (не случайно в популярной фантастике так распространен мотив инопланетных паразитов или «скрещивания» человека и инопланетянина). Найт считает, что образ грея выражает страх человека перед потерей контроля над своим телом (этот мотив буквально пронизывает рассказы о греях: они производят над человеком пугающие и непонятные медицинские опыты, подчиняют его своей воле и т. д.).

## Теории заговора
Некоторые теоретики считают, что серые представляют собой часть стратегии правительства по дезинформации населения или что они являются продуктом правительственных экспериментов по контролю над разумом. Доктор Стивен Грир, основатель проекта «Раскрытие» (англ. The Disclosure Project), глава Центра по изучению внеземного разума (англ. The Center for the Study of Extra-Terrestrial Intelligence, сокр. CSETI) и видный теоретик заговора НЛО, утверждает, что имеет более 400 свидетелей «чиновников, военных из разведывательного сообщества», которые располагают свидетельствами существования инопланетян и НЛО, но вынуждены молчать из-за давления сверху, однако в случае необходимости, они были бы готовы защищать свои показания под присягой.

## Культурное значение
Отражение в кинематографе
- Американская история ужасов (10 сезон)
- Доктор Кто
- Секретные материалы
- Вавилон-5 (раса Врии)
- Звёздные Врата
- Тёмные небеса
- На краю Вселенной
- Ловец снов
- Пол: Секретный материальчик
- Огонь в небе
- Знаки
- Мрачные небеса
- Четвёртый вид
- Звёздные войны (раса Каминоанцы)
- Засланец из космоса

Мультфильмы
- Футурама
- Южный парк (эпизоды 101 и 704)
- Американский папаша (Роджер)

Видеоигры
- Sims 3 (Времена года)
- Sims 2
- X-COM (Сектоиды)
- UFO (Ретикулянцы)
- Mass Effect (Саларианцы)
- Startopia (Греи)
- Area 51 (Эдгар Серый)
- Terraria (Марсиане)
- Deus Ex (Грей)
- Deus Ex: Invisible War (Грей)
- Dark Colony (Серые)
- В Fallout 3 пришельцы из DLC, в Fallout 2 и New Vegas встречаются c перком «Безумие пустоши».
- Galaxy on Fire 2 (Грей)
- Космические рейнджеры (Феяне)
- Space Station 13 (Греи)